# Шишавица
Шишавица је река у општини Власотинце која протиче кроз села Доња Ломница и Шишава. Десна је притока Власине. Настаје од Големе реке (Гуњетинка) и Мале реке (Горњоломничка) које се састају у Доњој Ломници.